# Leandro Montera da Silva
Leandro Montera da Silva (sinh ngày 12 tháng 2 năm 1985) là một cầu thủ bóng đá người Brasil.

## Sự nghiệp câu lạc bộ
Leandro Montera da Silva đã từng chơi cho Omiya Ardija, Montedio Yamagata, Vissel Kobe, Gamba Osaka và Kashiwa Reysol.